# Scirpus petelotii
Scirpus petelotii är en halvgräsart som beskrevs av Gross. Scirpus petelotii ingår i släktet skogssävssläktet, och familjen halvgräs. Inga underarter finns listade i Catalogue of Life.